# Il ladro della Gioconda
Il ladro della Gioconda, distribuito anche col titolo Le avventure di Golden Boy (On a volé la Joconde) è un film del 1966 diretto da Michel Deville.
In forma di commedia è ripresa liberamente la storia del furto della Gioconda, realmente avvenuto nel 1911 ad opera dell'italiano Vincenzo Peruggia. Rispetto alla realtà rimane forse solo la dinamica del furto, mentre la storia romantica ha qualche contatto con il precedente Il ratto di Monna Lisa, film tedesco del 1931 che per primo riprese la famosa vicenda.

## Trama
Nei primi del Novecento, un ladro e collezionista d'arte, Vincent, in arte "Golden Boy", si trasferisce a Parigi per trafugare la Gioconda.
Fattosi assumere come apprendista dal corniciaio che serve il Louvre, con scaltrezza si avvicina alla Gioconda convincendo il direttore che il delicato capolavoro abbia bisogno di una apposita custodia. Riesce così a familiarizzare con le guardie e a conoscere ogni dettaglio del sistema di sicurezza utilizzato.
Vincent si innamora e corteggia Nicole, una cameriera dell'albergo Monna Lisa, che si trova sempre nelle vicinanze. La bella ragazza si sente limitata e sogna di fidanzarsi con un uomo ricco. Vincent le piace ma non ha queste caratteristiche. Quando un illusionista le offre la possibilità di lavorare come assistente, decide di seguirlo a Dunkerque sognando un futuro più roseo.
Due ladruncoli sono intanto sulle tracce di Vincent, intenzionati a derubarlo quando entrerà in possesso della preziosa refurtiva. L'abile ladro, approfittando del giorno di chiusura per le pulizie, riesce ad eludere le guardie e a sfuggire agli inseguitori, dirigendosi verso Roma, con tappa ad Avignone dove aveva dato un appuntamento a Nicole, nel caso avesse avuto un ripensamento.
Gli inetti ispettori Gaspard e Germain si dirigono sulle tracce di Nicole, trascinandosi dietro anche i due ladruncoli seminati da Vincent. La ragazza sfugge ai malviventi che la informano sull'impresa di Vincent che ora lei vuole raggiungere ad Avignone in treno. Sul convoglio salgono anche gli ispettori, con i ladri e anche l'illusionista.
Dal treno, ad Avignone, alle campagne, si apre un bizzarro inseguimento alla ragazza che a sua volta è in cerca del suo Vincent. I ladruncoli si impossessano della Gioconda ma poi la riperdono a favore di Vincent. Tutti quanti poi si ritrovano in una locanda per passare la notte. In realtà, mentre i due giovani sono più interessati a coronare il loro amore, gli altri si danno alla febbrile ricerca della refurtiva, che passa più volte di mano.
La mattina seguente la polizia ha recuperato la Gioconda ma si è lasciata sfuggire tutti i responsabili del furto. È rimasto solo il malcapitato illusionista che funge così da "capro espiatorio" pur essendo l'unico realmente estraneo a tutto.
Fuggiti a Roma, Nicole si gode gli agi della sontuosa residenza dell'amato Vincent, in realtà ricchissimo, come nei suoi sogni. Ben presto Golden Boy tornerà in azione, stavolta con l'ausilio di una nuova compagna: Golden Girl.

## Produzione
Parte del film venne girato nel Lazio: gli esterni, rappresentanti la campagna francese, sono stati girati nei pressi di Velletri, mentre le scene ambientate ad Avignone sono state girate a Sermoneta. Gli interni ambientati al Louvre sono stati girati nell'autentico museo. La scena del furto è stata però girata in un castello nei pressi di Vaux de Cernay in quanto presenta una sala quasi identica a quella in cui si trovava il dipinto al tempo del furto, in seguito modificata da lavori di restauro.